# Bernard Buffet
Bernard Buffet (10 de julio de 1928-4 de octubre de 1999) fue un pintor, grabador y escultor francés. Fue un artista muy prolífico, con una obra variada y extensa. Su estilo, exclusivamente figurativo, suele calificarse de expresionista o «miserabilista».

## Biografía
Buffet nació en París, Francia, estudió arte en la École Nationale Supérieure des Beaux-Arts (Escuela Nacional de Bellas Artes) y trabajó en el estudio del pintor Eugène Narbonne. Entre sus compañeros estaban Maurice Boitel y Louis Vuillermoz.
Contratado en exclusiva por Emmanuel David, luego extendido a Maurice Garnier, que le garantizaban exposiciones periódicas, Buffet produjo piezas religiosas, paisajes, retratos y algunas naturalezas muertas.
Buffet se casó con la escritora y cantante Annabel Schwob. Un discípulo de Buffet, Jean Claude Gaugy, fue el padre del Expresionismo lineal.

## Trayectoria
Como pintor, Buffet realizó obras religiosas, paisajes, retratos y naturalezas muertas. Influido por Francis Gruber, a menudo pintó escenas «miserabilistas» de desesperación, incluidas escenas de pobreza y víctimas del Holocausto, pero también retrató temas tan variados como ceniceros, payasos y lámparas de mesa. Su obra se caracterizaba por gruesas líneas negras, formas alargadas y falta de profundidad de campo.
En 1946, expuso su primer cuadro, un autorretrato, en el Salon des Moins de Trente Ans de la Galerie Beaux-Arts. En 1948 ganó su primer gran premio, el Prix de Critique, que compartió con su colega expresionista Bernard Lorjou.
A los 21 años, Buffet ya era considerado una de las grandes estrellas del mundo del arte, a menudo comparado con Pablo Picasso. Un artículo publicado en 1958 en The New York Times lo calificaba como una de las «Cinco Fabulosas» figuras culturales de la Francia de posguerra (las otras cuatro eran Brigitte Bardot, Françoise Sagan, Roger Vadim e Yves Saint Laurent).
En 1952, Buffet ilustró «Les Chants de Maldoror» del Conde de Lautréamont. En 1955, recibe el primer premio de la revista Connaissance des Arts, que nombra a los diez mejores artistas de la posguerra. En 1958, a la edad de 30 años, se celebra la primera retrospectiva de su obra en la Galería Charpentier.
Se le encargó el retrato de Charles de Gaulle para la portada de la revista Time Man of the Year de 1958.
Sin embargo, a finales de los años cincuenta, tanto el público como el mundo del arte se habían vuelto contra Buffet. Su lujoso estilo de vida, que incluía un Rolls Royce con chófer y un castillo privado en la Provenza, le hacía parecer ajeno a la economía de la Francia de posguerra, aún en dificultades, que había retratado de forma memorable en sus primeros cuadros. Una fotografía de Buffet en una revista de 1956 en la que el chófer le ayudaba a subir a su coche supuso un punto de inflexión en la opinión pública. Otra revista publicó fotografías del estilo de vida de Buffet -gran castillo, muebles caros, perros bien alimentados- junto a las miserables figuras de sus cuadros para acusarle implícitamente de hipocresía.

## Selección de temas de exhibiciones
| - 1952 La Passion du Christ - 1954 Horreur de la Guerre - 1958 Jeanne d'Arc - 1961 Portraits d'Annabel - 1962 La Chapelle de Château l'Arc - 1965 Les ecorches - 1967 La corrida - 1971 Les Folles - 1977 L'enfer de Dante - 1978 The French Revolution - 1989 Vingt mille lieues sous les mers | - 1991 Souvenirs d'Italie - 1991 New York - 1992 Les Clowns Musiciens - 1992 Saint-Petersburg - 1993 L'Empire ou les plaisirs de la guerre - 1993 Promenade Provencale - 1995 Sept peches capitaux - 1996 Pekin - 1998 La maison - 1999 Mes Singes - 2000 La mort |

## Galardones
| - 1947 Miembro de Salon d'Automne - 1947 Miembro the Société des Artistes Indépendants - 1948 co-receptor del Premio de la Crítica con Bernard Lorjou - 1950 Prix Puvis de Chavannes | - 1955 First Prize por Magazine Connaissance - 1973 Oficial de la Légion d'Honneur - 1974 Miembro de Académie des Beaux-Arts |

## Selección de colecciones
| - ARTAX, Düsseldorf - Boca Raton Museum of Art - Ca la Ghironda, Bologna - Kunstmuseum Walter, Augsburg - Musée d´art moderne de Lille, Villeneuve d´Ascq - Museum of Contemporary Art, Skopje | - National Gallery for Foreign Art, Sofia - National Gallery of Canada, Ottawa - National Museum of Western Art, Tokyo - Tampere Art Museum - Tate Gallery, London - Wellside Gallery, Seoul |